# デニス・ハル

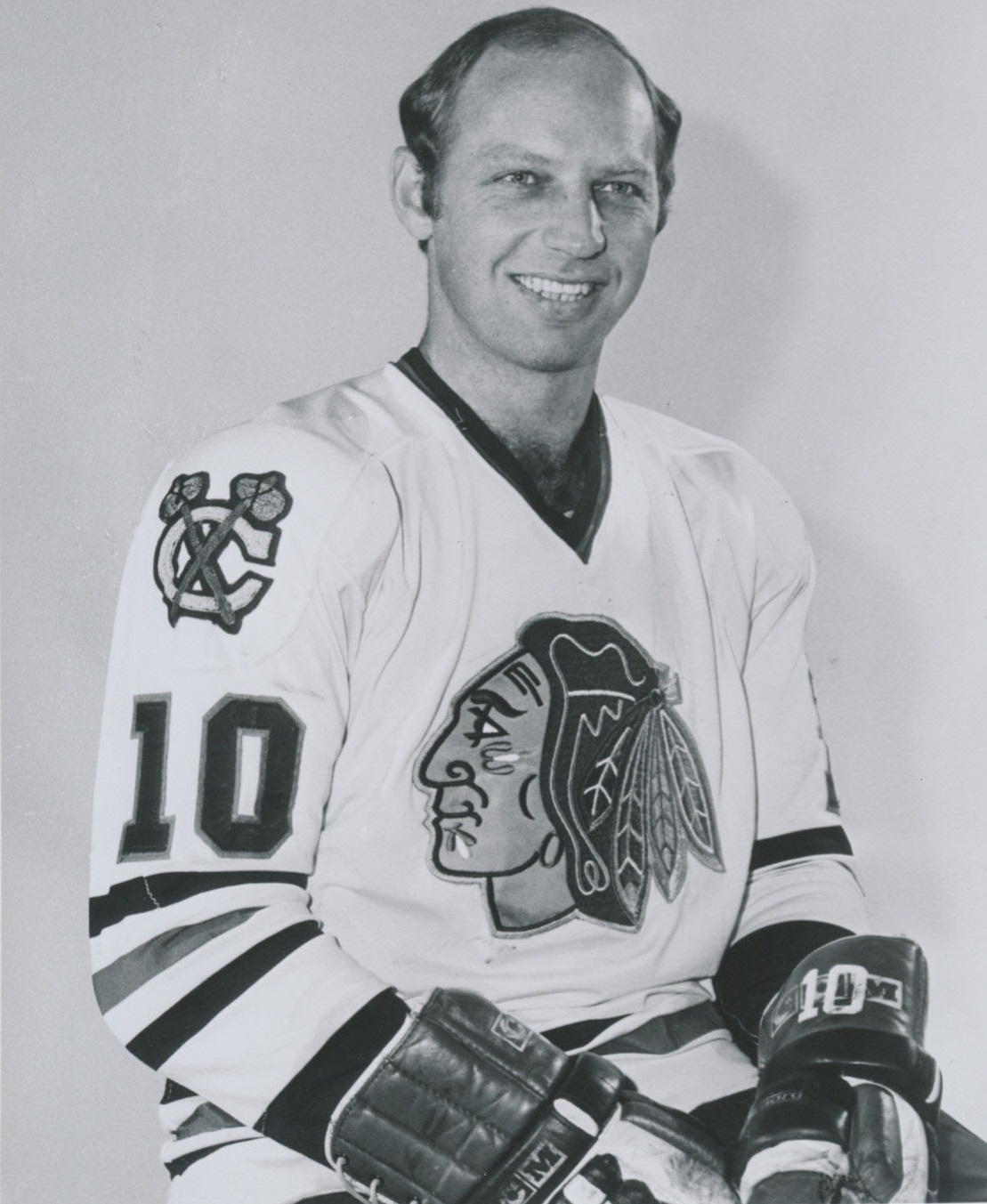
デニス・ハル

デニス・ハル（Dennis Hull、1944年11月19日 - ）は、カナダ連邦オンタリオ州ポワーント・アン（Pointe Anne 、ベルヴィル近郊）生まれの元プロアイスホッケー選手、スポーツコメディアン。ポジションはレスト・ウイング。愛称は"ザ・シルバー・ジェット"。
ボビー・ハルの弟で、ブレット・ハルの叔父である。

## 経歴
ジュニアではOHLのセントキャサリンズ・ティーピーズ、セントキャサリンズ・ブラックホークスでプレーした。

### NHL 時代
1964-1965シーズンから1976-1977シーズンまでの14シーズンをシカゴ・ブラックホークスでプレーし、1977-1978シーズンはデトロイト・レッドウィングスでプレーした。
シカゴ・ブラックホークスでは兄のボビー・ハルと8シーズンに渡ってチームメートであった。ボビーの愛称、ザ・ゴールデン・ジェットにちなんで、"ザ・シルバー・ジェット"という愛称で呼ばれた。
ボビーがWHAチームに所属していることを理由に、1972年のサミット・シリーズのメンバーから外された際、出場辞退しようとしたが、兄の説得によりカナダ代表に残った。ニューヨーク・レンジャースのヴィック・ハドフィールドを差し置いて、後にホッケーの殿堂入りしたジャン・ラットル、ロッド・ジルベールとのラインを組んで、4試合に出場し、2ゴール、2アシストをあげた。
NHLオールスター第2チームに1回、NHLオールスターゲームのメンバーに5回選出された。センターのピット・マーティン、ライト・ウィングのジム・パピンと組んだ1970年代の初めから中盤が全盛期であり、彼ら3人の頭文字を取って、MPHと呼ばれた。1970-71シーズンから1973-1974シーズンにかけて、40得点、30得点、39得点、29得点をあげ、1972-1973シーズンは、39得点、51アシスト、90ポイントをあげた。この年、プレーオフでもチームトップの9得点、15アシスト、24ポイントをあげ、チームをスタンレー・カップ決勝まで導いた。
現役引退後の1978年に、ジュニア時代に過ごしたオンタリオ州セントキャサリンズに戻り、ブロック大学に入学、歴史学と体育学で学位を取得した。その後、リドリー・カレッジで1年間教員を務めた後、イリノイ工科大学のアスレティックディレクターに就任した。
その後、弟のゲイリーとともに、オンタリオ州ノーサンバーランド郡で肉牛の牧場を営んでいる。

## 人物
最もスリルを感じた試合は、ゴーディ・ハウと初対戦したときだという。ハウの写真を今でも寝室の壁に貼っている。
1972年のサミット・シリーズの試合前にジャック・プラントがウラディスラフ・トレチャクを訪れて、カナダのスター選手のプレースタイルについてアドバイスをしたが、ハルについてはレッドラインからでもシュートを打ってくると教えている。
ウラディスラフ・トレチャクとは友人であり、トレチャクに対して「サミット・シリーズの第8戦でポール・ヘンダーソンが決めた決勝ゴールで君は有名になった。もしシュートを止めていたら、現在君はモスクワでタクシーの運転手になっていただろう。」と伝えたという。

## 詳細情報

### 通算成績
| 1964-1965 | シカゴ・ブラックホークス | NHL     | 55  | 10  | 4   | 14  | 18  | 6   | 0  | 0  | 0  | 0  |
| 1965-1966 | シカゴ・ブラックホークス | NHL     | 25  | 1   | 5   | 6   | 6   | 3   | 0  | 0  | 0  | 0  |
| 1965-1966 | セントルイス・ブレーブス | CPHL    | 40  | 11  | 16  | 27  | 14  | 5   | 2  | 1  | 3  | 0  |
| 1966-1967 | シカゴ・ブラックホークス | NHL     | 70  | 25  | 17  | 42  | 33  | 6   | 0  | 1  | 1  | 12 |
| 1967-1968 | シカゴ・ブラックホークス | NHL     | 74  | 18  | 15  | 33  | 34  | 11  | 1  | 3  | 4  | 6  |
| 1968-1969 | シカゴ・ブラックホークス | NHL     | 72  | 30  | 34  | 64  | 25  | -   | -  | -  | -  | -  |
| 1969-1970 | シカゴ・ブラックホークス | NHL     | 76  | 17  | 35  | 52  | 31  | 8   | 5  | 2  | 7  | 0  |
| 1970-1971 | シカゴ・ブラックホークス | NHL     | 78  | 40  | 26  | 66  | 16  | 18  | 7  | 6  | 13 | 2  |
| 1971-1972 | シカゴ・ブラックホークス | NHL     | 78  | 30  | 39  | 69  | 10  | 8   | 4  | 2  | 6  | 4  |
| 1972-1973 | シカゴ・ブラックホークス | NHL     | 78  | 39  | 51  | 90  | 27  | 16  | 9  | 15 | 24 | 4  |
| 1973-1974 | シカゴ・ブラックホークス | NHL     | 74  | 29  | 39  | 68  | 15  | 10  | 6  | 3  | 9  | 0  |
| 1974-1975 | シカゴ・ブラックホークス | NHL     | 69  | 16  | 21  | 37  | 10  | 5   | 0  | 2  | 2  | 0  |
| 1975-1976 | シカゴ・ブラックホークス | NHL     | 80  | 27  | 39  | 66  | 28  | 4   | -  | -  | -  | -  |
| 1976-1977 | シカゴ・ブラックホークス | NHL     | 75  | 16  | 17  | 33  | 2   | 12  | 1  | 0  | 1  | 0  |
| 1977-1978 | シカゴ・ブラックホークス | NHL     | 55  | 5   | 9   | 14  | 6   | 7   | 0  | 0  | 0  | 2  |
| NHL合計   | NHL合計                  | NHL合計 | 959 | 303 | 351 | 654 | 261 | 104 | 33 | 34 | 67 | 30 |

### 表彰
- NHLオールスター第2チーム選出：：1回（1973年）

### 記録
- NHLオールスターゲーム選出5回：（1969年、1971年、1972年、1973年、1974年）